# Della Ferrera
Della Ferrera è un marchio italiano di motociclette, fondato a Torino nel 1909 dai fratelli Federico e Giovanni Della Ferrera.

## Fondazione
Tra la fine del XIX e la prima metà del XX secolo, Torino ha visto nascere più di 200 marchi di produttori di motociclette. Tra questi, uno dei più importanti è stato la Fabbrica di Motocicli Fratelli Della Ferrera, fondata dai fratelli Federico e Giovanni Della Ferrera. Dopo essersi occupati di biciclette e di motori sperimentali i due fratelli iniziano nel 1909 la produzione di motociclette.

## La storia
La produzione del marchio è stata sempre di tipo semi artigianale. Raramente venivano usati pezzi di fornitori esterni e addirittura, in un primo momento, i fratelli costruivano internamente anche i carburatori, non trovando soddisfacenti quelli all'epoca in commercio. Negli anni di punta la produzione si attestava su 100-200 mezzi/anno.

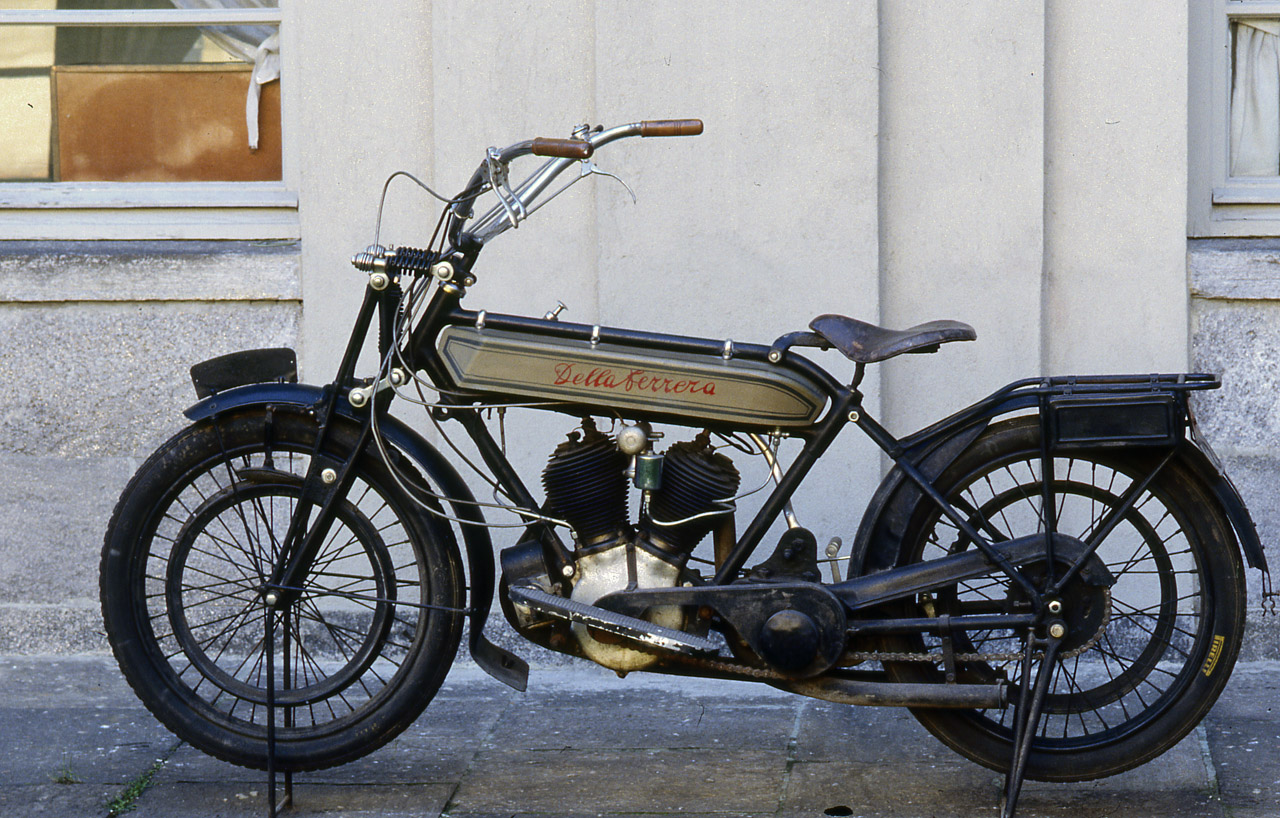
La sottocanna bicilindrica Della Ferrera 1000 del 1919 conservata al Museo della Scienza di Milano

Le soluzioni tecniche mirate alle prestazioni e all'affidabilità del motore adottate nella produzione dei Della Ferrera sono state suffragate dalle vittorie ottenute dallo stesso Federico Della Ferrera, già proveniente dal mondo delle corse ciclistiche, nonché dal fatto che le Della Ferrera erano garantite dai produttori per 100.000 km di percorrenza.
Tra queste soluzioni c'era una distintiva lubrificazione a circolazione continua data dalla depressione generata dal pistone che permetteva all'olio di spostarsi dalla coppa olio centrale ai due carter laterali alettati che permettevano allo stesso di raffreddarsi prima di rientrare in circolo. Questo sistema eliminava la necessità di una pompa dell'olio e di un serbatoio separato dal blocco motore per il suo raffreddamento, secondo la logica che tutto quello che non c'è non pesa e non si rompe. Questo sistema verrà ripreso nel 1983 dall'Husqvarna.
Il primo motore fu un monocilindrico di 330cc, poi portato a 500 cc con valvole in testa a comando meccanico (soluzione allora all'avanguardia), seguito poi da un bicilindrico di pari cilindrata che fu un brillante protagonista delle competizioni. Successivamente la casa diede alla luce anche motori da 1000cc, 350cc e 175cc (dal 1927) in entrambe le versioni a uno o due tubi di scarico.
Durante gli anni '30 vennero adottate anche soluzioni di testate con valvole laterali, oltre che a valvole in testa.
La telaistica era a scelta rigida o elastica e il cambio era a tre o quattro marce sempre in presa con selettore a leva manuale o a pedale. La frizione aveva inserti in sughero e in alcune versioni il volano non era esposto esternamente come per esempio nelle più note Moto Guzzi contemporanee. L'inerzia della rotazione del motore era infatti mantenuta da due masse direttamente collegate all'albero motore all'interno del blocco.

## La fabbrica
Storicamente la fabbrica si trovava a Torino in Corso Regina Margherita 53bis.

## Albo d'oro Della Ferrera
| Anno | Gara                                   | Pilota                 | Piazzamento | Note                                         |
| ---- | -------------------------------------- | ---------------------- | ----------- | -------------------------------------------- |
| 1912 | Sassi - Superga                        | Federico Della Ferrera | 1°          |                                              |
| 1912 | Sassi - Superga                        | Domenico Capirone      | 2°          |                                              |
| 1912 | Biella - Oropa                         | Federico Della Ferrera | 1°          | Vincitore della Gran Coppa Blotto            |
| 1912 | Campionato Moto Club Torinese          | Nino Valenzano         | 1°          |                                              |
| 1912 | Susa - Moncenisio                      | Federico Della Ferrera | 1°          |                                              |
| 1912 | Gran Premio di Torino                  | Federico Della Ferrera | 1°          |                                              |
| 1913 | Biella - Oropa                         | Federico Della Ferrera | 1°          | Vincitore definitivo della Gran Coppa Blotto |
| 1913 | Chilometro lanciato                    | Federico Della Ferrera | 1°          | Supera la velocità di 107 km/h               |
| 1913 | Mont Ventoux                           | Loubier                | 1°          |                                              |
| 1913 | Lione, Coppa della distanza            | Loubier                | 1°          |                                              |
| 1913 | Sassi - Superga                        | Federico Della Ferrera | 1°          |                                              |
| 1913 | Sassi - Superga                        | Domenico Capirone      | 2°          |                                              |
| 1913 | Sassi - Superga                        | Mario Dovo             | 3°          |                                              |
| 1913 | Campionato delle Marche                | Rossi di Senigallia    | 1°          |                                              |
| 1914 | Circuito del Pino                      | Mario Dovo             | 1°          |                                              |
| 1914 | Circuito di Cremona                    | Nino Valenzano         | 1°          |                                              |
| 1914 | Circuito di Cremona                    | Cesare Musso           | 2°          |                                              |
| 1914 | Gran Premio d'Italia                   | Federico Della Ferrera | 1°          |                                              |
| 1914 | Gran Premio d'Italia                   | Nino Valenzano         | 2°          |                                              |
| 1914 | Biella - Oropa                         | Federico Della Ferrera | 1°          | Categoria 500                                |
| 1914 | Biella - Oropa                         | Cesare Musso           | 1°          | Categoria 350                                |
| 1914 | Gran Premio di Torino                  | Cesare Musso           | 1°          |                                              |
| 1914 | Gran Premio di Torino                  | Nino Valenzano         | 2°          |                                              |
| 1914 | Gran Premio di Torino                  | Federico Della Ferrera | 3°          |                                              |
| 1914 | Susa - Moncenisio                      | Federico Della Ferrera | 2°          |                                              |
| 1914 | Susa - Moncenisio                      | Nino Valenzano         | 3°          |                                              |
| 1914 | Circuito del Sestriere                 | Federico Della Ferrera | 1°          |                                              |
| 1914 | Circuito del Sestriere                 | Nino Valenzano         | 2°          |                                              |
| 1914 | Circuito Appennino Emiliano            | Federico Della Ferrera | 1°          | Categoria 500                                |
| 1914 | Circuito Appennino Emiliano            | Cesare Musso           | 1°          | Categoria 350                                |
| 1919 | Sassi - Superga                        | Federico Della Ferrera | 1°          | Categoria 500                                |
| 1919 | Sassi - Superga                        | Biagio Nazzaro         | 1°          | Categoria 350                                |
| 1919 | Circuito di Cremona                    | Mario Dovo             | 1°          | Campionato Italiano                          |
| 1919 | Record dei 10 km                       | Mario Dovo             | 1°          | Record del mondo su strada                   |
| 1919 | Circuito del Sestriere                 | Federico Della Ferrera | 1°          |                                              |
| 1920 | Circuito del Pino                      | Mario Dovo             | 1°          |                                              |
| 1920 | Biella - Oropa                         | Federico Della Ferrera | 1°          |                                              |
| 1920 | Susa - Moncenisio                      | Federico Della Ferrera | 1°          |                                              |
| 1920 | Gran S. Bernardo                       | Biagio Nazzaro         | 1°          | Vincitore della Coppa Giovannini             |
| 1920 | Circuito di Gallarate                  | Biagio Nazzaro         | 1°          | Campionato Italiano                          |
| 1920 | Circuito del Sestriere                 | Prospero Nosenzo       | 1°          |                                              |
| 1920 | Como - Brunate                         | Emilio Musso           | 1°          | Categoria 350                                |
| 1920 | Como - Brunate                         | Biagio Nazzaro         | 2°          |                                              |
| 1920 | Varese - Campo dei Fiori               | Emilio Musso           | 1°          |                                              |
| 1920 | Sassi - Superga                        | Emilio Musso           | 1°          |                                              |
| 1920 | Lugano - Monte Brè                     | Emilio Musso           | 1°          |                                              |
| 1920 | Circuito di Brescia                    | Emilio Musso           | 1°          |                                              |
| 1920 | Coppa della Consuma                    | Emilio Musso           | 1°          |                                              |
| 1920 | Coppa della Consuma                    | Biagio Nazzaro         | 2°          |                                              |
| 1921 | Circuito del Sestriere                 | Federico Della Ferrera | 1°          |                                              |
| 1921 | Roma - Rocca di Papa                   | Fortunato Minetti      | 1°          |                                              |
| 1921 | Gran S. Bernardo                       | Antonio Leoni          | 1°          | Vince definitivamente la Coppa Giovannini    |
| 1921 | Sassi - Superga                        | Fortunato Minetti      | 1°          |                                              |
| 1921 | Circuito di Orbassano                  | Mario Castagno         | 1°          | Categoria 500                                |
| 1921 | Circuito di Orbassano                  | Gentile Minazio        | 2°          | Categoria 1000                               |
| 1922 | Record italiano del kilometro lanciato | Federico Della Ferrera | 1°          | Categoria 350                                |
| 1922 | Kilometro lanciato Treviso             | Giovanni Gianoglio     | 1°          | Categoria 350                                |
| 1922 | Circuito del Monferrato                | Giovanni Gianoglio     | 1°          |                                              |
| 1922 | Circuito di Tortona                    | Giovanni Gianoglio     | 1°          | Categoria Juniores                           |
| 1922 | Circuito di Joux                       | Antonio Leoni          | 1°          |                                              |
| 1922 | Sassi - Superga                        | Mario Castagno         | 1°          | Categoria 750                                |
| 1922 | Sassi - Superga                        | Antonio Leoni          | 2°          |                                              |
| 1922 | Aosta - Gran S. Bernardo               | Antonio Leoni          | 2°          |                                              |
| 1922 | Pinerolo - S. Maurizio                 | Teresio Castagno       | 1°          |                                              |
| 1922 | Circuito del Sestriere                 | Mario Castagno         | 2°          |                                              |
| 1922 | Luino - Agra                           | Teresio Castagno       | 1°          | Categoria Juniores                           |
| 1927 | Biella - Oropa                         | Teresio Castagno       | 1°          | Record assoluto in 10 min 23 sec             |
| 1927 | Sassi - Superga                        | Teresio Castagno       | 1°          | Record assoluto in 4 min 29 sec              |